# محطة قطارات هلسنكي المركزية

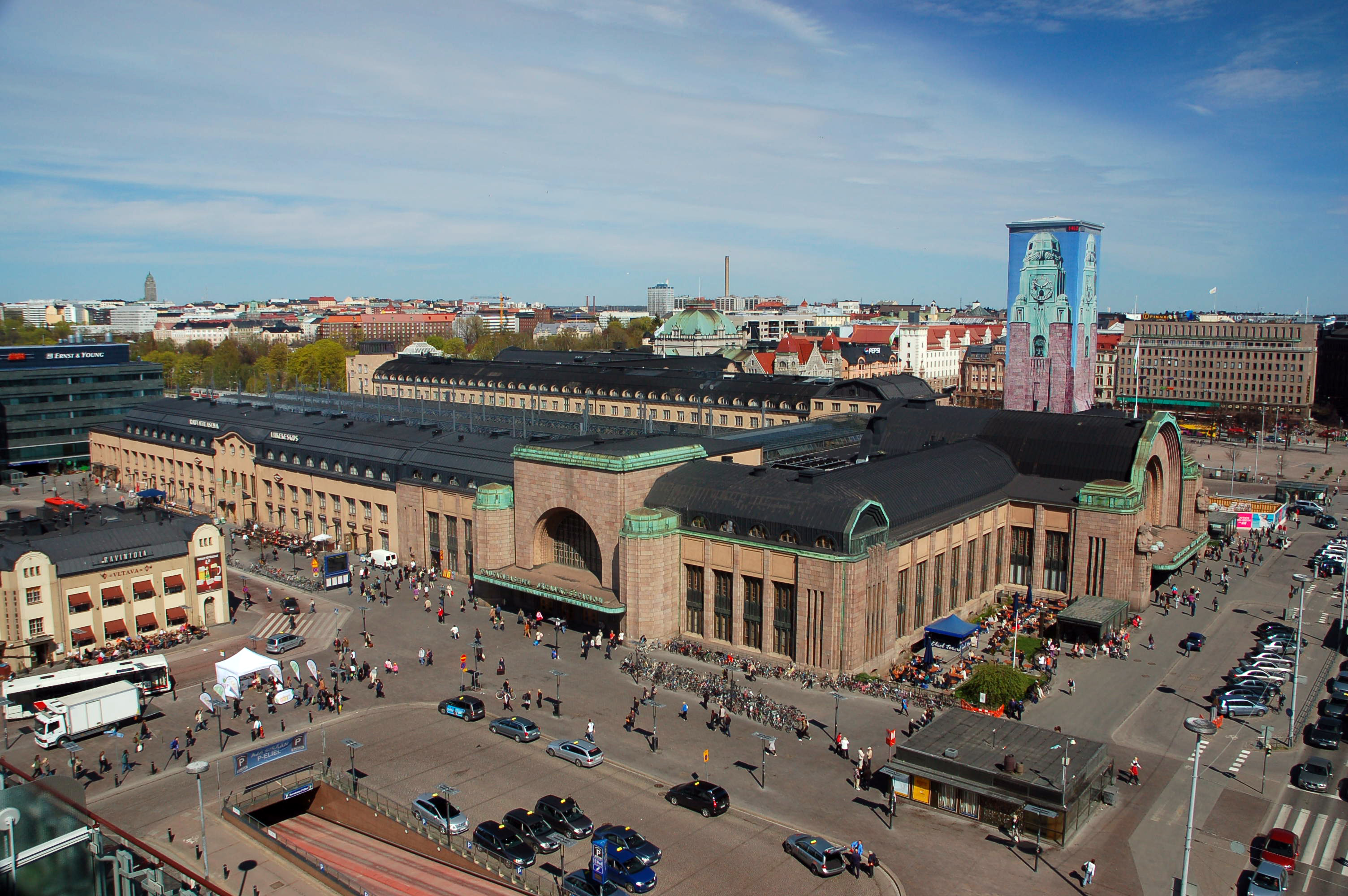
محطة قطارات هلسنكي المركزية

محطة قطارات هلسنكي المركزية (بالفنلندية: Helsingin päärautatieasema) تعتبر على نطاق واسع معلماً بارزاً في وسط العاصمة الفنلندية هلسنكي، والنقطة المحورية في وسائل النقل العام في منطقة هلسنكي الكبرى. يستخدم المحطة نحو 200,000 راكب يومياً، مما يجعلها المبنى الأكثر زيارة في فنلندا. تمثل نقطة انطلاق لجميع القطارات في شبكة قطارات الضواحي VR المحلية، فضلا عن نسبة كبيرة من قطارات المسافات الطويلة في فنلندا. كما تستضيف محطة مترو راوتاتيينتوري، وهي المحطة الأكثر ازدحاما بمترو هلسنكي.